# Interés especial

Arte autista que representa un interés especial por los gatos.

Los intereses especiales son intereses muy especiales que son comunes en las personas autistas.
Los intereses especiales son más especiales que los intereses típicos, como pasatiempos, y puede ocupar gran parte del tiempo libre de una persona. Una persona con un interés especial a menudo se concentra en su interés especial durante horas, quiere aprender todo lo posible sobre el tema, recoger artículos relacionados, e incorporar su especial interés al juego y al arte. Es más probable que algunos intereses sean vistos como intereses especiales si son particularmente especiales, específicos o de nicho. Los defensores de los derechos del autismo y los psicólogos dicen que este binario de "pasiones" aceptables y "obsesiones" patologizadas es injusto. Términos como intereses circunscritos, obsesiones o intereses restringidos históricamente se han utilizado para describir intereses especiales, pero los defensores de los derechos del autismo desaconsejan estos términos.
A veces se confunden intereses especiales con hiperfijaciones. Las hiperfijaciones son períodos breves de gran interés en un tema, de unos pocos días a meses, que pueden ocurrir en cualquier persona (aunque son especialmente comunes en personas con TDAH), mientras que los intereses especiales son un rasgo autista y suelen durar años. Una persona puede concentrarse excesivamente en un interés especial.

## Ocurrencia y desarrollo
Alrededor del 75% al 90% de las personas autistas desarrollan un interés especial, y algunos estudios afirman que llega al 95%. Los intereses especiales suelen desarrollarse entre uno y cuatro años de edad, pero es posible que no se desarrollen hasta la edad adulta. Muchos intereses especiales comienzan en los niños como una fascinación por un objeto particular (por ejemplo, Thomas y sus amigos) y luego se convierten en un interés por un tema específico (por ejemplo, los trenes). Un interés especial puede cambiar con el tiempo o durar toda la vida de una persona. Una encuesta de 2014 encontró que el número promedio de intereses especiales que tiene una persona autista es 2 y la longevidad promedio es de 13 años.
Los intereses especiales en las personas autistas fueron escritos por primera vez en 1943 por Leo Kanner como un rasgo del autismo clásico y un año más tarde por Hans Asperger cuando escribió sobre el síndrome de Asperger. Los intereses especiales fueron más tarde uno de los rasgos enumerados cuando el autismo apareció por primera vez en el DSM-3 en 1980. En 2024, los intereses especiales se enumeran como un rasgo de diagnóstico del autismo en el actual DSM-5-TR, descrito como "altamente restringido, obsesionado". intereses que son anormales en intensidad o enfoque (por ejemplo, fuerte apego o preocupación por objetos inusuales, intereses excesivamente circunscritos o perseverantes)".
Las áreas comunes de intereses especiales son el transporte, los animales, los deportes y la cultura popular.

## Participación
Participar en intereses especiales puede brindar a las personas autistas una gran alegría y muchas personas autistas dedican mucho tiempo a sus intereses especiales.En los adultos, se ha demostrado que involucrarse con intereses especiales tiene resultados positivos para la salud mental, el autoestima, y puede usarse para controlar el estrés.
A veces, los intereses especiales pueden interferir con otras áreas de la vida de una persona, como la escuela. En los niños, se ha demostrado que incorporar el interés especial del niño en su educación mejora los resultados del aprendizaje, aumenta la atención en los temas de aprendizaje y enseña comportamientos como el espíritu deportivo. Se ha demostrado que los estudiantes escriben mejor cuando escriben sobre su interés especial en comparación con un tema de control. Un estudio de 2022 mostró que el 25% de las personas autistas que trabajaban tenían un empleo en su área de interés especial y que los adultos con intereses especiales empleables pueden tener mejores resultados laborales. Los intereses especiales pueden llevar a las personas a convertirse en niños prodigio o sabios en su área de interés.

### Interacción social
Fomentar la discusión sobre un interés especial puede ayudar a las personas autistas a desarrollar habilidades sociales y ayudarles a encontrar comunidades sociales.
Los intereses especiales pueden generar dificultades sociales si la persona no quiere discutir ningún otro tema, y las conversaciones pueden volverse unilaterales, especialmente cuando se trata de infodumping. Algunos intereses especiales pueden ser más aceptables socialmente que otros, como el interés por las torres de alta tensión que se considera más extraño que el interés por los caballos o los equipos de fútbol. Las personas autistas que son conscientes de esto pueden deliberadamente evitar hablar de su interés especial como una forma de enmascaramiento, especialmente si en el pasado se han burlado de ellos por su interés. Los intereses especiales pueden ser atípicos para la edad de una persona.
Los defensores de la aceptación del autismo alientan a las personas autistas a abrazar sus intereses especiales, siempre y cuando no interfieran con otras partes de la vida de una persona. Las personas autistas pueden utilizar los intereses especiales como una forma de comprender el mundo y a las personas alistas.

## Ejemplos
La activista medioambiental Greta Thunberg ha atribuido su éxito a sus intereses especiales. Explicó a The Guardian en 2021: "Muchas personas con autismo tienen un interés especial en poder sentarse y hacerlo durante una eternidad sin aburrirse. A veces es algo muy útil... [si] sientes que tienes un propósito. , entonces puede ser algo que puedas usar para siempre, y creo que lo estoy haciendo ahora".